# Aleurocanthus calophylli
Aleurocanthus calophylli là một loài côn trùng cánh nửa trong họ Aleyrodidae, phân họ Aleyrodinae.
Aleurocanthus calophylli được Kotinsky miêu tả khoa học đầu tiên năm 1907.